# Aphonopelma mojave
Aphonopelma mojave es una especie de araña migalomorfa del género Aphonopelma, familia Theraphosidae. Fue descrita científicamente por Prentice en 1997.
Habita en los Estados Unidos. Es nativa del desierto de Mojave en el sur de California. El holotipo masculino mide 19,70 mm y el paratipo femenino 26,40 mm.